# Kathryn Lasky
Kathryn Lasky (Indianápolis, 24 de junho de 1944) é uma escritora de livros infantojuvenis dos norte-americana que assina também em livros adultos como Kathryn Lasky Knight e E. L. Swann, seus vários trabalhos incluem as séries de livros A Lenda dos Guardiões. Recebeu o prêmio Washington Post-Children’s Book Guild Award em 1986. 

## Biografia
Kathryn Lasky graduou-se em Inglês pela Universidade de Michigan. Antes de tornar-se escritora, foi professora primária e é mestre em Educação Infantil pela Wheelock College. Atualmente mora em Cambridge, no estado de Massachusetts. É uma escritora versátil e conhecida por seus livros de ficção e não ficção para crianças.
O filme de computação gráfica A Lenda dos Guardiões (lançado em 2010) é baseado na série de livros infantis de fantasia, A Lenda dos Guardiões.

## Obras (parcial)

### Camp Princess
- Born to Rule
- Unicorns? Get Real!

### The Royal Diaries
- Elizabeth I: Red Rose of the House of Tudor, England 1544
- Mary, Queen of Scots: Queen Without a Country, France 1553
- Marie Antoinette: Princess of Versailles, Austria-France 1769
- Jahanara: Princess of Princesses, India 1627
- Kazunomiya: Prisoner of Heaven, Japan 1858

### Dear America
- A Journey to the New World: The Diary of Remember Patience Whipple, Mayflower, 1620
- Dreams in the Golden Country: The Diary of Zipporah Feldman a Jewish Immigrant Girl, New York City, 1903
- Christmas After All: The Great Depression Diary of Minnie Swift, Indianapolis, Indiana, 1932
- A Time for Courage:The Suffragette Diary of Kathleen Bowen, Washington, D.C., 1917

### SérieA Lenda dos Guardiões
Todos no Brasil publicados pela Editora Fundamento.
1. Guardians of Ga'Hoole: The Capture (2003) no Brasil: A Captura (2010)
2. Guardians of Ga'Hoole: The Journey (2003) no Brasil:  A Jornada (2010)
3. The Rescue (2004) no Brasil:   O Resgate (2010)
4. The Siege (2004) no Brasil:  O Cerco (2010)
5. The Shattering (2004) no Brasil:  O Abalo (2010)
6. The Burning (2004) no Brasil:  O Incêndio (2011)
7. The Hatchling (2005) no Brasil:  O Filhote (2011)
8. The Outcast (2005) no Brasil:  O Rejeitado (2012)
9. The First Collier (2006) no Brasil:  O Primeiro Recolhedor (2013)
10. The Coming of Hoole (2006) no Brasil:  A Vinda de Hoole (2013)
11. To Be a King (2006) no Brasil:  Ser Rei (2013)
12. The Golden Tree (2007) no Brasil:   A Árvore Dourada (2013)
13. The River of Wind (2007) no Brasil:  O Rio de Vento (2013)
14. Exile (2008) no Brasil:  Exílio (2014)
15. The War of the Ember (2008) no Brasil:  A Guerra da Brasa (2014)

#### Prequela
- The Rise of a Legend

#### Guias da série
- A Guide Book to the Great Tree no Brasil: O Guia da Grande Árvore Ga’Hoole (2014)
- Lost Tales of Ga'Hoole no Brasil: Os Contos Perdidos de Ga’Hoole (2014)

#### Sériespin-off: Wolves Of The Beyond
- Lone Wolf no Brasil: Guardiões da Coragem 1 - Além da Sobrevivência
- Shadow Wolf no Brasil: Guardiões da Coragem 2 - A Escuridão
- Watch Wolf
- Frost Wolf
- Spirit Wolf
- Star Wolf